# Teatro de la Ciudad Esperanza Iris
El Teatro de la Ciudad Esperanza Iris es un recinto cultural ubicado en el Centro Histórico de la Ciudad de México, en la antigua calle de Donceles, junto al edificio de la Asamblea Legislativa de la Ciudad de México. Su fachada principal presenta elementos de estilo neoclásico del ecléctico historicista.
El edificio actual fue construido a comienzos del siglo XX por la entonces famosa actriz y cantante mexicana (conocida como la "Reina de la Opereta") Esperanza Iris e inaugurado en el 25 de mayo de 1918.
Se sabe que el terreno que ocupa la construcción actual ya se encontraba en pie en otro recinto teatral, el cual era conocido como el Teatro Xicoténcatl. El proyecto estuvo a cargo de los arquitectos Federico Mariscal e Ignacio Capetillo y Servín.
Este recinto se llegó a consagrar como el teatro más importante de la ciudad y del país; en este lugar llegaron a presentarse las más importantes figuras tanto del ámbito nacional como el  internacional como la cantante ...
Posterior a la muerte de Esperanza Iris (el 8 de noviembre de 1962), se repartió la titularidad del teatro a varios de sus sobrinos. Años después, el recinto dejó de estar en manos de los sobrinos de la diva y quedó como propietario el Departamento del Distrito Federal; el mismo que se encargó de generar la remodelación del recinto.
En 1976, se reinauguró con la participación de la Orquesta Sinfónica Nacional. A partir de entonces, llevó el nombre de Teatro de la Ciudad. En 1984 tuvo que cerrar a causa de un incendio y el 20 de noviembre de 1986 volvió a abrir sus puertas con un homenaje al tenor guanajuatense Pedro Vargas; sin embargo, tras un daño en la fachada fue cerrado nuevamente en 1996. El 9 de abril del 2002 se reabrió con el espectáculo Viva la Zarzuela y en 2008, en el 90 aniversario del recinto, se le rebautizó como Teatro de la Ciudad Esperanza Iris.
Durante 2018 se llevaron a cabo los festejos por el centenario del recinto con actividades especiales y presentaciones de artistas nacionales e internacionales.
Es el foro nacional e internacional por excelencia para las artes escénicas de la Ciudad de México: cada año se presentan grupos de más de 30 países del mundo.
Este espacio emblemático de la ciudad y Patrimonio Cultural de la Humanidad, alberga las mejores muestras de la vida artística local, nacional e internacional, constituyéndose como un escenario imprescindible para el público capitalino y los visitantes del interior de la República Mexicana y del extranjero. Con un aforo de un mil 344 butacas, programa producciones musicales, danza, teatro, ópera, opereta, zarzuela, espectáculos interdisciplinarios, cine, festivales y todo tipo de montajes de gran formato, con una gran calidad.

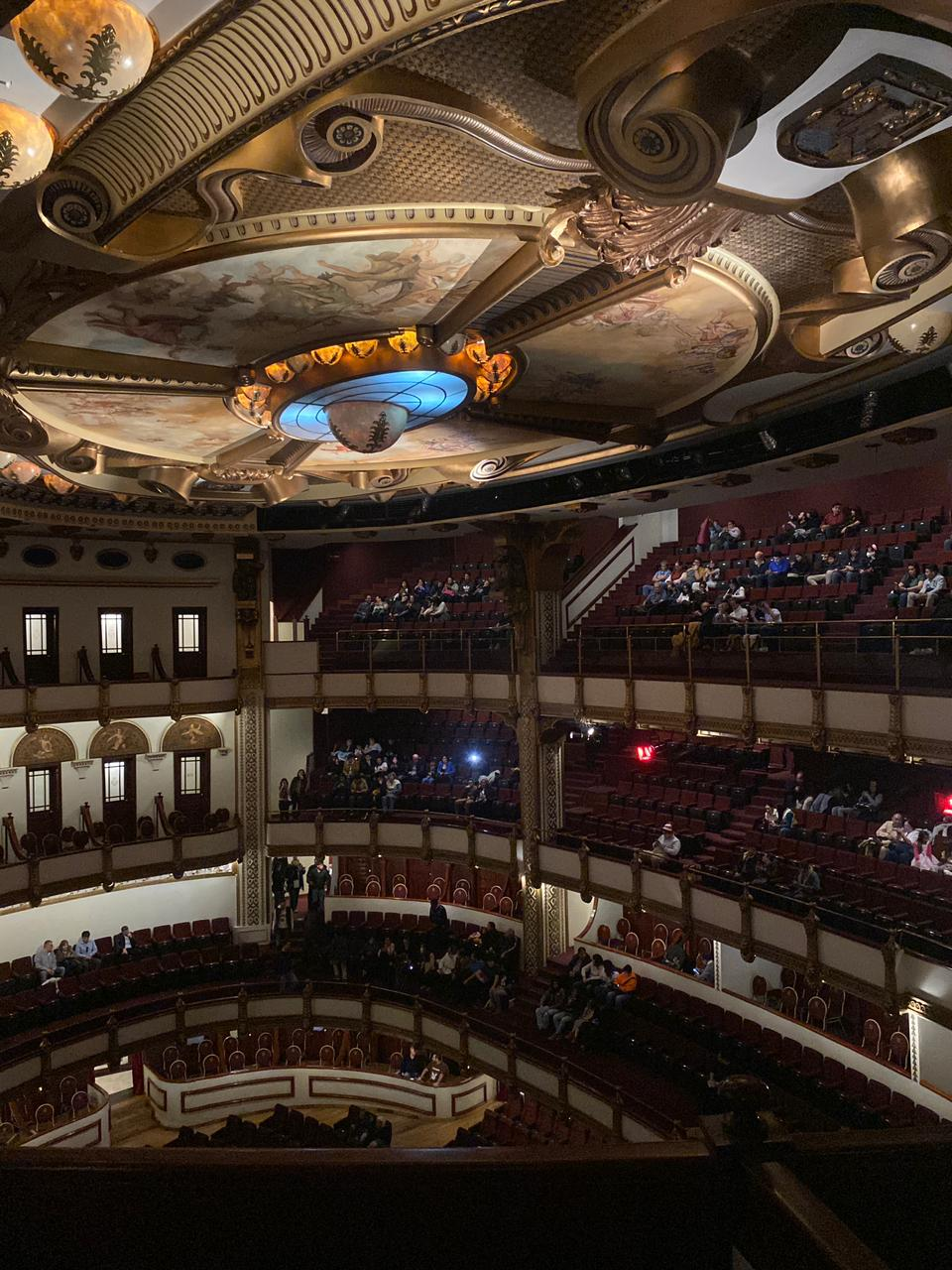
Detalle del diseño interior del teatro.